# Deutz MLH 232 R
Die Deutz MLH 232 R war eine zweiachsige Diesellokomotive mit Stangenantrieb, die für den leichten Rangierdienst mit der Motorenreihe Deutz MLH 232 R konzipiert wurde. Sie wurden 1926 von Deutz in 26 Exemplaren gebaut. Einige Lokomotiven sind erhalten geblieben wie die im Historischen Bahnbetriebswerk Gera mit der Fabriknummer Deutz 9586.

## Entwicklung
Entgegen den seit 1921 gefertigten Schleppern der Marke Lanz Bulldog wurden bei den konzeptionell ähnlichen Schienenfahrzeugen von Deutz aus der Zeit um 1925 ein Einzylinder-Viertakt-Dieselmotor verwendet. Bei den entworfenen Maschinen wurden zum ersten Mal die Motorenbezeichnung auch als Bezeichnung der Lokomotive herangezogen. Dabei bedeuteten die Buchstabenkürzel MLH ML ein liegend angeordneter Einzylinder-Viertakt-Motor, mit H wurde die Bauart Dieselmotor bezeichnet. Im Werkskatalog von Deutz wurde, gegenüber den damals noch immer für den Rangierbetrieb vorherrschenden Dampflokomotiven, die sofortige Betriebsbereitschaft, die einfache Bedienung, die Einsparung des Heizers und der rauch- und geruchsfreie Auspuff als Werbeargument angegeben. Von 1926 bis 1929 wurden 26 Lokomotiven gebaut, die auf Anschlussbahnen Verwendung fanden.

## Technik
Die als Vorbaulokomotiven, mit den damals charakteristisch runden Führerstandsfenstern nach dem Vorbild der Dampflokomotiven, konzipierte Lokreihe wurde durch einen langsam laufenden Einzylinder-Viertakt-Dieselmotor mit Direkteinspritzung angetrieben, der mit Rohöl betrieben wurde. Die Leistung betrug rund 22 PS (16 kW) bei 400/min. Der Motor wurde mit Druckluft angelassen, wofür die Lok auf dem Motorvorbau eine Druckluftflasche hatte. Die Leistungsübertragung geschah durch eine Kupplung über ein mechanisches Zweigang-Getriebe mit angeschlossenem Wendegetriebe und Ketten auf die hintere Antriebsachse, die vordere Antriebsachse wurde mit Kuppelstangen angetrieben. Die größte Anhängelast wurde auf ebener und gerader Strecke mit 220 t angegeben. In Kurven wurde das Leistungsvermögen noch mit 163 t bei 3,5 km/h angegeben. Als Bremse besaß die Lok lediglich eine schnellwirkende Wurfhebelbackenbremse, zur Erhöhung der Reibungskraft gab es eine Sandstreueinrichtung. Auf Wunsch konnte die Lok auch mit einer Rangierwinde ausgestattet werden.

## Einsatz
Die große Stückzahl der gefertigten Loks und die lange Lebensdauer einzelner Exemplare zeigen, das sich die Loks im Betrieb durchaus bewährten. Die letzte im Jahr 1929 gefertigte Maschine mit der Fabriknummer 9586, die an eine Malzfabrik in Könnern geliefert wurde und bis zum Abriss der Fabrik im Jahr 1991 beheimatet war, ist erhalten. Nach der Weitergabe an eine weitere Malzfabrik in Landsberg wurde die Lokomotive 2011 an die Geraer Eisenbahnwelten als Leihgabe gegeben.